# Античке терме у Нишкој тврђави
Античке терме у Нишкој тврђави један су од археолошких локалитета и јединствена просторна амбијентална целина, античког царског Наиса (данашњег Ниша) у непосредној близини Београдске капије. Наиме ради се о јавном, репрезентативном делу античког града, са свим особинама које одликује касноантичку – тетрахијску архитектуру.
Археолошка истраживања на овом локалитету, први пут су вршена 1952. године и том приликом откривен је њихов западни део са хипокаустом у самој близини Београдске капије на западном бедему. Каснијим истраживањима, која су вршена у два наврата, од 1962. до 1963. и од 1995. до 1996. године, по први пут су испитане источне просторије и већи део објекта. Археолошки налази проистекли из ових истраживања указују да су терме могле бити изграђени у периоду од 4. до 5. века, у Константиново време, или након његове смрти.

## Статус и категорија заштите
Због свог историјског и археолошког значаја локалитет је проглашен, 23. децембра 1982. године, за „Културно добро од великог значаја“ и под бројем СК 289 уведено је у централни регистар споменика културе у Републици Србији. Као основ за упис у регистар послужило је решење Завода за заштитуту и научно проучавање споменика културе НРС бр.671/48 од 6. маја 1948. године.
Надлежни завод који води локални регистар и бригу о овом археолошком локалитету је: Завод за заштиту споменика културе Ниш.

## Историја
Развој античког Наиса (данашњег Ниша) започет је с краја 1. века, прво као војно утврђење на десној обали Нишаве (на простору на коме су у 18. веку Османлије сазидале нишку Тврђаву и Градском пољу северно од тврђаве). Међу ауторитетима, влада мишљење да је раноримском граду на десној обали Нишаве претходило мање домородачко село (vicus), што је било пресудно и за образовање војног утврђења у његовој близини.
Положај и организација Наисуса у античко доба била је условљена расположивим површинама за изградњу насеља у средишњем делу Нишке котлине. Ондашњим градитењима, за образовао и развијао античког град на раскрсници важних балканских путних праваца, као најповољнија локација указао се меандар реке Нишаве, због лакшег повезивање леве и десне обале, реке, али бољих могућности за одбрану града. Као посебно интересантна топографска позиција за античке градидетеље била је десна обали Нишаве, јер је у односу на друге делове котлине била пространа, равна и погоднија за заснивање насеља и некропола (можда утврђења).
На основу расположиве археолошке, историјске и епиграфске грађе у развоју градског насеља Наис могу се издвојити:
- Раноримски период
- Касноримски период или град позне антике.[а]

Након оснивања провинције Горња Мезија, од 15. године н.е., Наис је постао, поред војног логора и стратешки значајно цивилно насеље и трговачки центар на раскрсници путева, ка северу југу, западу и истоку Балкана. На то упућује историјска, епиграфска и археолошка грађа која донекле указује на могући развој утврђеног античког града, након колонизације Римљана на десној обали Нишаве (простор данашње тврђаве). Наиме они су на том простору образовали поред војног и цивилно насеље којем је додељен статус муниципија - града са одређеним степеном самоуправног права, у време Хадријана (117—138).
У периоду Диоклецијанове владавине (284—305), а по свој прилици у време Лицинија (308—324) и Константина (306—337) антички Наисус доживљава процвет, нагло се развија, а расте и број становништва и војске. То је заправо било доба када је у њему рођен чувени римски император и војсковођа Флавије Валерије Константин (Константин Велики), 274. године. Тада захваљујући Константину (владару целе Римске империје), Наис постаје снажан и неосвојив каструм, и значајан административни, економски и војни центар провинције Горња Мезија. У древном Наису Константин је након доношења Миланског едикта, хришћанима дозволио да, без последица, јавно исповедају своју веру, чиме је утро пут даљем развоју једне од најраспрострањенијих светских религија.
Како је Наис већ био густо насељен, то је отежавало подизање монументалних грађевина или његову темељну реконструкцију унутар зидина већ изграђеног градског бедем, па су поједине градске четврти и улице реконструисане за нове потребе. На основу новонасталих потреба и просторних могућности, претпоставља се да су тако новоизграђене терме настале на простору изван зидина Античкетврђаве.
Римска цивилизација која је изузетно поштовала и неговала култ воде обилато је користила њене благодети у свакодневном животу. За Римљане свих слојева, купање и телесна нега били су важна делатност у слободно време, па су тако и становници Наиса прихватили те обичаје, па су за ту намену у специјално саграђеним термама, на више локалитета, свакодневно користили топлу воду са локалних извора Нишке котлине.

## Положај и пространство археолошког налазишта
Овај археолошки локалитет позициониран је у делу Тврђаве, источно од Београдске капије, која је након више од 11 векова, изграђна у време Османлија у 18. веку (1719—1723).
Положај терми, је вероватно био условљен већ изграђеном инфраструктуром на простору јужно, од јужног бедема античког Наиса, тако да се на основу бројних открића сматра да су терме изграђене изван зидина (лат. extra muros) тврђаве. На то указују делови бедемског зида откривеног северно од грађевине.
Античке терме (купатило) које су унутар зидина данашње Нишке тврђаве из периода Османлијске власти, у Римско доба биле су са спољне стране југозападног дела утврђења, у саставу градских зидина византијског Наиса. Чинило их је низ међусобно повезаних просторија различите намене, међу којима су биле најзначајније:
- две свлачионице — (лат. apodyterium),
- топло купатило — (лат. caldaria),
- хладно купатило — (лат. frigidarium)
- просторија за знојење — (лат. sudatorium),
- ложиште — (лат. praefurnium), које је било смештено поред просторије за знојење. Топао ваздух из ложишта струјао је између стубића хипокауста и загревао под испод када за купање и просторију за знојење.
- просторија непознате намена, на јужној страни терми.

Терме су разуђене основе, правоугаоног облика, димензије 31,00 x 25,00 m, са улазом на истоку и већим двориштем на југу.
Уз северозападну страну терми регистровани су остаци бедема византијског утврђења, а у млађим културним слојевима овог објекта откривена је мања некропола. На основу бројних комада новца и покретног материјала терме се могу датовати у другу половину
4. века.
Западно и југозападно од терми приликом копања темеља за новоградњу и уређење савремене градске пијаце откривени су делови многих
објеката. Поред опеке са жигом (лат. cohors I Aurelia Dardanorom), на овом месту нађен је и жртвеник посвећен Дијани и један питос са око 100 kg римског новца с краја 3. века.